# Fokker F.VII
Die Fokker F.VII war ein als Schulterdecker ausgelegtes Verkehrsflugzeug aus den 1920er Jahren. Es wurde in ein- oder dreimotoriger Ausführung gebaut und bot Platz für zwei Piloten und acht bis zehn Passagiere. Die Entwicklung und Produktion erfolgte durch die Nederlandsche Vliegtuigenfabrieken, die für den US-Markt bestimmten Flugzeuge stellte die Atlantic Aircraft Corporation unter dem Namen Atlantic C-2 her. Von der dreimotorigen F.VIIb-3m entstanden bei weiteren Herstellern Lizenzversionen für militärische und zivile Zwecke.

## Geschichte

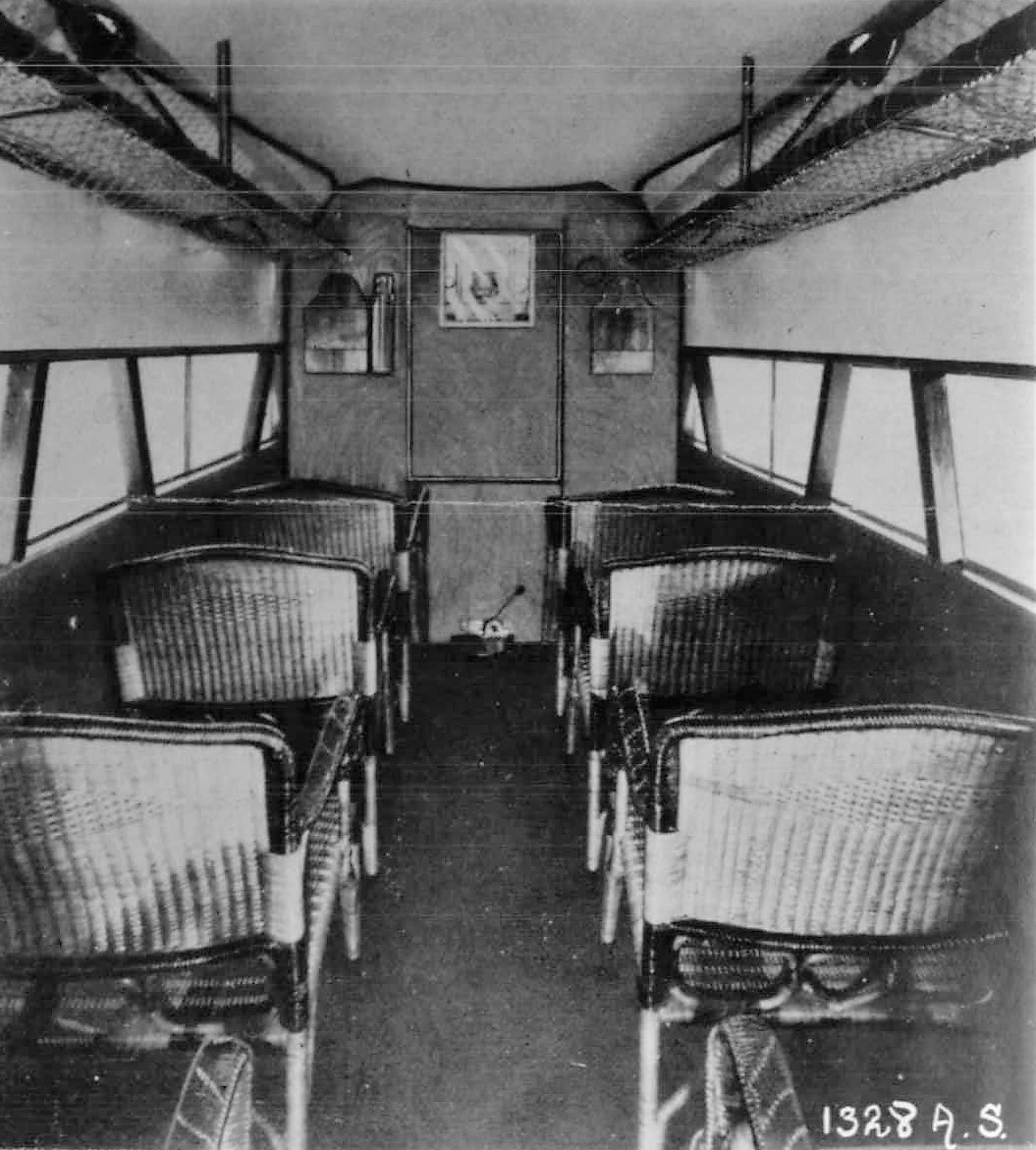
Die Standard-Kabine der F.VII mit Sitzen und Überkopfablagen für leichtes Gepäck.

Kurz nach Ende des Ersten Weltkrieges entstand die Idee einer Luftverbindung zwischen den Niederlanden und ihrer Kolonie Niederländisch-Indien. Im Dezember 1923 einigten sich der Leiter der Fluggesellschaft KLM, Albert Plesman, und der Flugzeugkonstrukteur Anton Fokker auf die Entwicklung eines für diese Langstrecke geeigneten Flugzeugs. Der Vertrag sah einen einmotorigen Hochdecker mit acht Passagierplätzen sowie einem Zweimanncockpit mit Doppelsteuerung vor. Der Stückpreis ohne Motor sollte 24.000 Gulden betragen. Mit dem Entwurf wurde der deutsche Konstrukteur Walter Rethel beauftragt. Als dieser 1925 zu den Arado-Werken wechselte, übernahm sein Landsmann Reinhold Platz die Weiterentwicklung.
Die ab 1924 an die KLM gelieferten fünf Maschinen wurden laufend umgebaut und verbessert. Als Ergebnis dieser Versuche entstand ab 1925 die vergrößerte Version F.VIIa, von der 40 Maschinen verkauft werden konnten. Sie dienten bei unterschiedlichen Fluggesellschaften teils als Passagier-, teils als Frachtflugzeuge.
Eines dieser Flugzeuge wurde 1925 versuchsweise mit drei Motoren ausgerüstet, um bei Ausfall eines Motors einen sicheren Weiterflug zu gewährleisten. Diese als Trimotor bekannt gewordene Version stieß auf eine hohe Nachfrage. Bis 1932 konnten mehr als 150 dreimotorige Flugzeuge verkauft werden, vorwiegend in den USA und in Europa.
Die Fokker F.VII war eines der ersten kommerziell erfolgreichen Passagierflugzeuge und beherrschte zusammen mit der Ford AT-5 Trimotor den amerikanischen Luftverkehrsmarkt. Erst als die Boeing 247 und Douglas DC-2 Anfang der 1930er Jahre aufkamen, wurden sie langsam verdrängt.
Das Flugzeug wurde später von vielen anderen Herstellern in Lizenz nachgebaut. Das United States Army Air Corps setzte elf Exemplare der Militärversion Atlantic C-2 als Transportmaschinen ein, von denen vier Stück später umgebaut und als Atlantic C-7 bezeichnet wurden. Die in Polen gebauten F.VIIa wurden von der polnischen Luftwaffe als Bomber eingesetzt.

## Konstruktion
Für den Rumpf griffen die Konstrukteure auf den Stahlrohrrahmen und die hölzerne Innenverkleidung der Fokker F.V zurück, ersetzten aber die hölzerne Außenhaut durch eine Stoffbespannung. Die Spannweite der freitragenden, komplett aus Holz gefertigten Tragflächen wurde gegenüber dem Vorgängermodell erhöht und ein verbessertes Heckspornfahrwerk eingebaut. Der in das Dach integrierte Notausstieg war für den Fall einer Notwasserung vorgesehen.
Bei den dreimotorigen Versionen blieben Rumpf und Tragflächen zunächst fast unverändert. Erst bei den letzten F.VIIa-3m wurde der Rumpf gestreckt. Die F.VIIb-3m erhielt zusätzlich eine vergrößerte Spannweite.

## Varianten

### F.VII
Von der einmotorigen Ursprungsversion entstanden fünf Flugzeuge. Als Antrieb diente ein flüssigkeitsgekühlter 12-Zylinder-V-Motor Rolls-Royce Eagle, der später durch den 9-Zylinder-Sternmotor Bristol Jupiter ersetzt wurde.

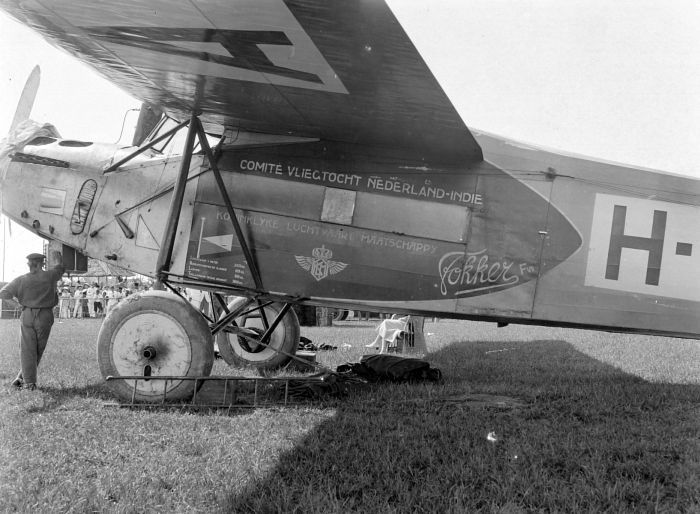
Eine F.VII mit Reihenmotor in Niederländisch-Ostindien

Der Erstflug erfolgte am 11. April 1924 in Schiphol. Noch im selben Jahr wurde der Prototyp nach Niederländisch-Ostindien verlegt, kehrte aber nach kurzer Einsatzdauer in die Niederlande zurück. Für die Fluggesellschaft KLM entstanden ab 1924 drei weitere Flugzeuge. Das fünfte, anfangs von einem Napier Lion angetriebene Flugzeug blieb zunächst zu Werbezwecken im Besitz des Herstellers, bevor es durch KLM angekauft wurde.
Zwei dieser Flugzeuge wurden später in die USA bzw. nach Australien verkauft.

### F.VIIa
Die F.VIIa erhielt neu entwickelte Tragflächen und einen wassergekühlten 12-Zylinder-Packard-Liberty-Motor. Kleinere Verbesserungen wurden am Leitwerk und am Fahrwerk vorgenommen. Die Kabine konnte erstmals beheizt werden. Der Erstflug fand am 12. März 1925 statt.
Neben den 36 von Fokker gebauten Maschinen entstanden vier weitere direkt bei der Fluggesellschaft KLM, die insgesamt 15 Flugzeuge in Dienst stellte. Andere Flugzeuge gingen an die französischen Gesellschaften CIDNA und STAR, die schweizerische Balair, die polnische LOT, die ungarische Malert und die dänische Det Danske Luftfartselskab, DDL. Die Maschinen wurden häufig umgebaut und teilweise mit Verstellpropellern, geschlossenen Cockpits und neuen Motoren versehen. Zwei Flugzeuge wurden in die USA verkauft.
Eine erhaltene F.VIIa befindet sich heute im Luftfahrtmuseum Aviodrome in den Niederlanden, eine zweite Maschine im Verkehrshaus der Schweiz in Luzern.

### F.VIIa-3m
Das erste dreimotorige Flugzeug entstand durch den Umbau einer erst halb vollendeten F.VIIa. Der Mittelmotor wurde durch den leichteren 9-Zylinder-Sternmotor Wright J-4 Whirlwind ersetzt und zwei weitere Whirlwind-Motoren unter den Tragflächen aufgehängt. Dieser Prototyp flog erstmals am 4. September 1925.
Neben drei als C-2 bezeichnete Maschinen für das US-Militär entstanden 18 weitere Flugzeuge, darunter eines für das britische Luftfahrtministerium. Die niederländische Luftwaffe erhielt drei mit Bombenschächten versehene Maschinen. Die Endmontage der in die USA verkauften Flugzeuge fand bei der Atlantic Aircraft Corporation statt. Die letzten Flugzeuge erhielten einen um 80 Zentimeter verlängerten Rumpf.

### F.VIIb-3m

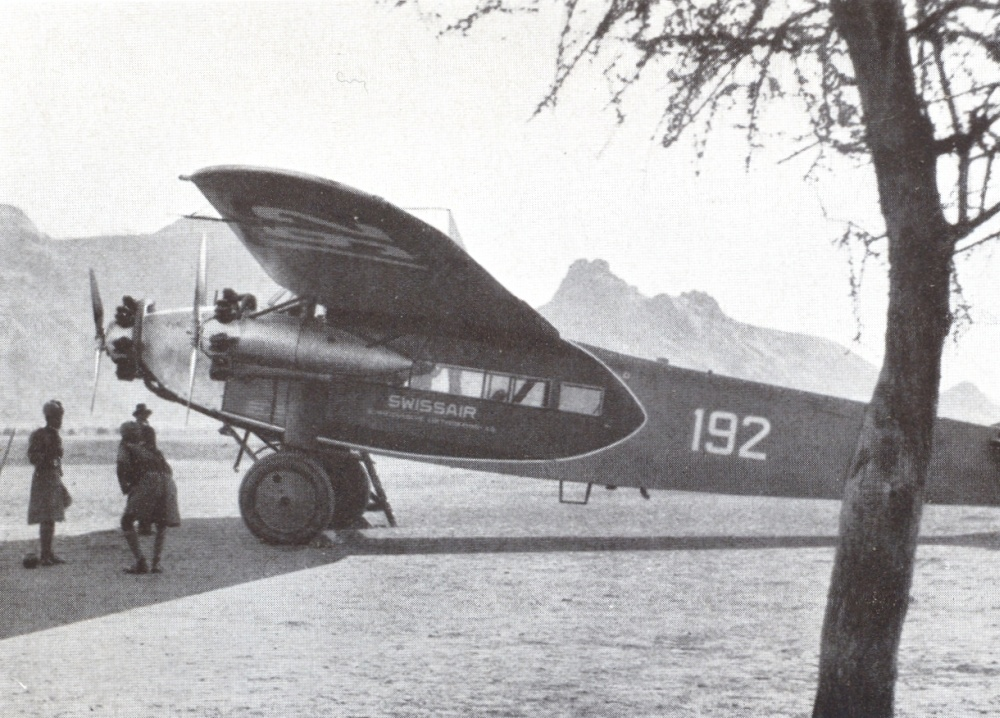
Fokker F.VIIb-3 m (CH-192) der Swissair, geflogen von Walter Mittelholzer in Kassala (Sudan), Februar 1934.

Die erfolgreichste Variante wurde in den Jahren 1927 bis 1932 gebaut. Sie entsprach weitgehend der gestreckten Version der F.VIIa-3m, besaß aber eine größere Spannweite. Mit dem Prototyp Southern Cross gelang dem Piloten Charles Kingsford Smith 1928 der erste Flug über den Pazifik nach Australien. Die Fluggesellschaft PanAm eröffnete 1927 ihren Dienst mit zwei F.VIIb-3m.
Insgesamt entstanden ungefähr 150 Flugzeuge dieses Typs, überwiegend in den USA bei Atlantic Aircraft. 1929 begann Avia in der Tschechoslowakei mit der Lizenzproduktion von 21 Flugzeugen, die mit einheimischen Castor-Motoren ausgerüstet wurden. Das Unternehmen baute 20 Zivilflugzeuge und eine Militärausführung, die als Bomber und Transportflugzeug eingesetzt werden konnte. Dieses Flugzeug wurde beim 5. Luftregiment eingesetzt. Weitere zivile und militärische Lizenzversionen entstanden in Polen, Belgien, Spanien, Italien und als Avro 618 Ten in Großbritannien. Die Southern Cross befindet sich heute als einzige erhaltene dreimotorige F.VII im australischen Brisbane.

## Besondere Flugleistungen
Von 1926 bis 1928 unternahm der australische Polarforscher Hubert Wilkins mehrere Flüge nördlich von Alaska, darunter den ersten Transarktisflug mit einem Flugzeug. Auf der Detroit Arctic Expedition verwendete er eine einmotorige F.VIIa und eine dreimotorige F.VIIb-3m. Die Versuche mit dem Piloten Carl Ben Eielson waren allerdings nicht erfolgreich.
Der US-amerikanische Polarforscher Richard Evelyn Byrd behauptete, am 9. Mai 1926 den Nordpol mit einer F.VIIa-3m überflogen zu haben, was heute allgemein bezweifelt wird.
Vom 31. Mai bis zum 8. Juni 1928 überquerte Charles Kingsford Smith mit Charles Ulm mit einer F.VII-3m den Pazifik von Oakland (Kalifornien) nach Brisbane (Australien). Dabei flogen sie in drei Abschnitten eine Strecke von 11.585 Kilometer.
Vom 2. bis zum 9. August 1929 stellte C. D. Barnard mit einer F.VIIa einen Rekord auf der Strecke England – Karatschi auf, die er in 7 ½ Tagen zurücklegte. Der Start erfolgte in Lympne bei Folkestone, die Landung in Croydon. An Bord befanden sich außerdem Robert Little als Copilot und Mechaniker sowie die Duchess of Bedford als Besitzerin des Flugzeugs. Das Flugzeug mit dem Kennzeichen G-ETBS wurde von einem Bristol Jupiter XI angetrieben.
Am 8. Januar 1930 überflog Walter Mittelholzer mit der Fokker F.VIIb-3m CH 190 als Erster den Kilimandjaro. Dabei machte er unter anderem aus etwa 6500 Metern Höhe Luftaufnahmen vom Krater des Kibo, die in Illustrierten veröffentlicht wurden und großes Aufsehen erregten.

## Technische Daten (F.VIIa-3m)

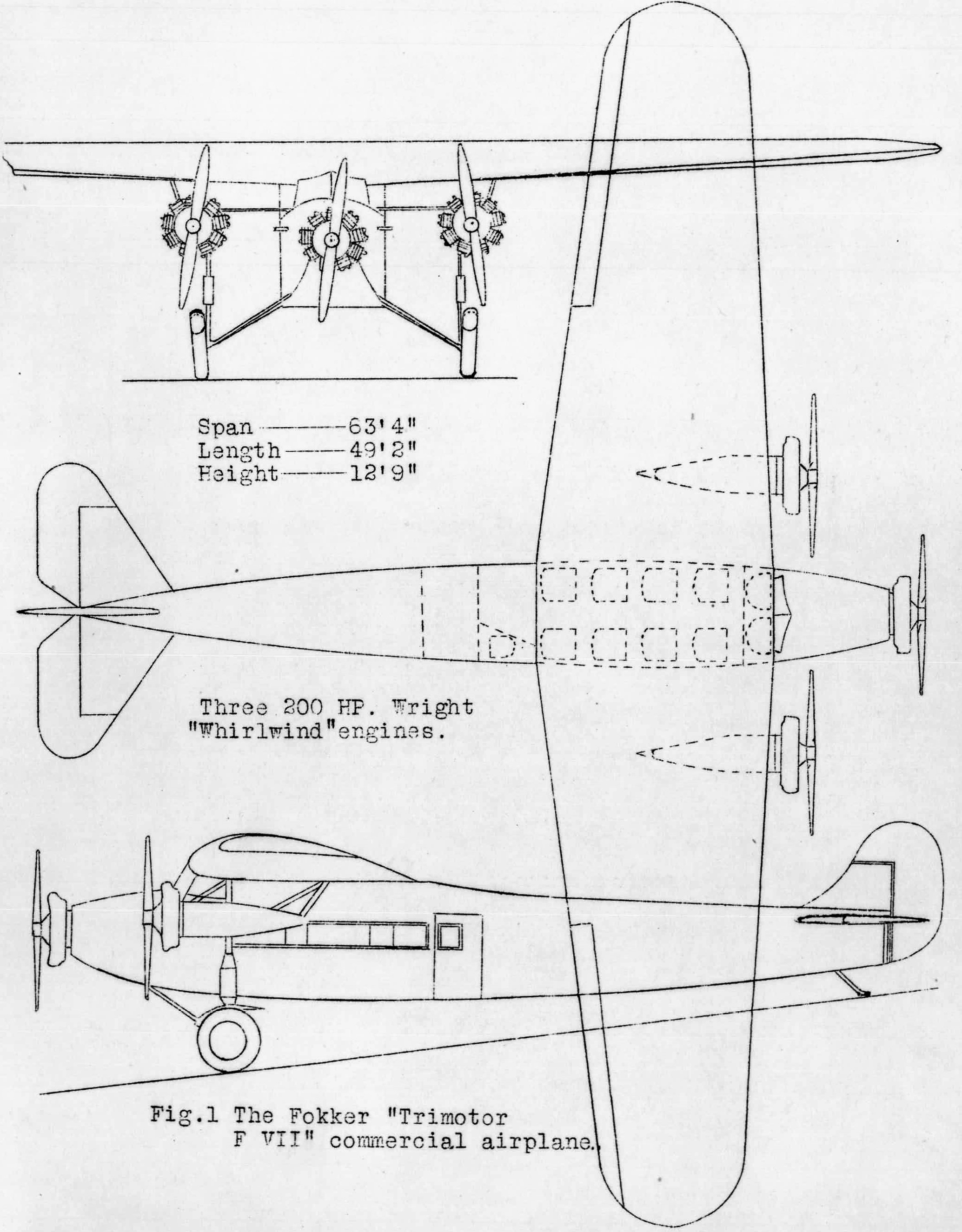
Fokker F.VII

| Kenngröße             | Daten                                                                    |
| --------------------- | ------------------------------------------------------------------------ |
| Besatzung             | 2                                                                        |
| Passagiere            | 8–10                                                                     |
| Länge                 | 14,35 m                                                                  |
| Spannweite            | 19,30 m                                                                  |
| Höhe                  | 3,81 m                                                                   |
| Flügelfläche          | 58,5 m²                                                                  |
| Flügelstreckung       | 6,4                                                                      |
| Leermasse             | 1950 kg                                                                  |
| Startmasse            | 3650 kg                                                                  |
| Höchstgeschwindigkeit | 185 km/h in 1980 m Höhe                                                  |
| Dienstgipfelhöhe      | 2600 m                                                                   |
| Reichweite            | 1160 km                                                                  |
| Triebwerke            | drei 9-Zylinder-Sternmotoren Wright J-5 Whirlwind mit je 164 kW (223 PS) |